# Jafar Shamsian
Jafar Shamsian (persisch جعفر شمسیان‎; bl. 1985 – 2006) ist ein iranischer Diplomat im Ruhestand.

## Leben
Von 1985 bis 1986 war er Botschafter in Stockholm.
Von September 1987 bis 9. Oktober 1990 war er Büroleiter von Außenminister Ali Akbar Velayati.
Von 1993 bis 1. Oktober 1996 war er Botschafter in Rabat.
Von 2003 bis 2006 war er Botschafter in Zagreb.
Am 12. Dezember 2005 empfing ihn Gordan Jandroković, zu dieser Zeit Vorsitzender des Auswärtigen Ausschusses des Parlaments in Zagreb.